# Wachan (rivier)
De Wachan is een rivier die ontspringt in het Pamirgebergte in het uiterste oosten van de Wachan-corridor in de provincie Badachsjan van Afghanistan. Meerdere kleine rivieren komen samen bij de nederzetting Bozai Gumbaz vanwaar de gecombineerde rivierloop als Wachan wordt aangeduid. De bronnen liggen dicht bij het drielandenpunt van Afghanistan, Tadzjikistan (autonome provincie Gorno-Badachsjan) en China (Autonoom Tadzjieks Arrondissement Taxkorgan), daar waar ook de Pamir grenst aan de Karakoram. De meest noordelijke van de bronnen ligt tevens dicht bij het Chaqmaqtinmeer, oorsprong van de Bartang.
De circa 120 km lange rivier volgt een  westelijke loop in een afwisselend bredere en smallere vallei, met regelmatige meerdere aftakkingen, riviereilanden en meanders om in een brede vallei uit te monden bij het dorp Langar en Qila-e Panj op 2.799 meter hoogte, bij de samenvloeiing met de noordelijker stromende Pamir vanwaar de rivier wordt aangeduid als de Pandzj.